# Kičmengskij Gorodok
Kičmengskij Gorodok (in russo Кичменгский Городок?) è un villaggio della Russia europea nell'oblast' di Volgograd. È il centro amministrativo del rajon Kičmengsko-Gorodeckij.
Si trova sulla riva sinistra del fiume Jug, 477 km a est di Vologda.